# Susann Bjørnsen
Susann Bjørnsen (Setermoen, 28 de maio de 1993) é uma nadadora norueguesa.

## Carreira

### Rio 2016
Bjørnsen competiu nos 50 m livre feminino nos Jogos Olímpicos de Verão de 2016, sendo eliminada nas eliminatórias.